# مسیبات
مسیبات یک منطقهٔ مسکونی در امارات متحده عربی است که در امارت رأس‌الخیمه واقع شده‌است. مسیبات ۰٫۵ کیلومتر مربع مساحت و ۲ نفر جمعیت دارد و ۱٬۰۱۰ متر بالاتر از سطح دریا واقع شده‌است.